# Rue Lénine (Souzdal)
Pour les articles homonymes, voir Rue Lénine.
La rue Lénine (en russe : Улица Ленина, Oulitsa Lenina) est une voie publique de la ville russe de Souzdal. Rectiligne et longue de 5 840 mètres, elle la voie principale de la ville, traversant Souzdal du nord au sud depuis sa création en 1778. Elle compte de très nombreux monuments, dont certains sont inscrits au patrimoine culturel de Russie et un au patrimoine mondial de l'UNESCO.

## Situation et accès
La rue Lénine est située à Souzdal, ville de Russie européenne. Son orientation nord-nord-est — sud lui donne le caractère de rue principale de la ville. Elle débute à l'intersection avec la route fédérale R132 à la limite nord de la ville, route fédérale contournant par l'est la ville. Sur les trois quarts de son trajet, la route est sur la rive gauche de la Kamenka, avant de la traverser. Elle termine sa course à l'intersection avec les routes régionales 17N-69 et 17N-70 à la sortie sud de la ville.
La longueur de la route est de 5 840 mètres. La route rencontre plusieurs rues, souvent perpendiculaire, dont la rue Engels, la rue Kroupskoï, la rue Vassilievka et la rue du Kremlin. En centre-ville, elle longe la place Torgovaïa, la place principale de la ville.

## Origine du nom
Elle porte le nom de Vladimir Ilitch Oulianov dit Lénine (1870-1924), révolutionnaire communiste, théoricien politique et homme d'État russe puis soviétique.

## Historique
L'apparition de l'axe date de 1788, quand Catherine II publia un oukaze sur la reconstruction et l'aménagement d'environ 200 villes, parmi lesquelles la ville de Souzdal. Le plan régulier de l'aménagement de la ville de 1788 prévoyait un quadrillage pour les rues, en veillant toutefois à sauvegarder les bâtiments le mieux possible, dont les églises et monuments, imposant des légers changements quant au quadrillage. Outre l'axe, le plan ne fut presque pas appliqué, et Souzdal conserva les formes de ses rues.
Ce nouvel axe fut rapidement construit, tout comme les rues et places alentour. Il utilisa d'anciennes rues et ruelles qui existaient, en les raccordant ensemble. Cependant, l'axe n'eut pas un nom unique, mais garda quatre anciens noms. Il y avait ainsi:
- Rue Pinaïevskaïa entre l'avant-poste de Vladimir (Vladimirskaïa Zastava)[6] et le pont sur la Kamenka ;
- Rue de Vladimir (Vladimirskaïa), entre le pont et la place Torgovaïa ;
- Rue Bolchaïa Vladimirskaïa (litt. la « Grande rue de Vladimir ») entre la place Torgovaïa et le monastère de la Déposition-de-la-Robe ;
- Rue de Iaroslavl (Iaroslavskaïa) entre le monastère et l'avant-poste d'Ivanovo (Ivanovskoï Zastavy)[7].

Avec l'avènement au pouvoir des communistes suivant avec la révolution russe, l'axe fut renommé en 1924 la rue Lénine, d'après Vladimir Lénine. L'axe était alors long de 3,350 kilomètres (la route fut par la suite élargie au nord). Aujourd'hui, l'idée de renommer l'axe en rue d'Ivanovo et rue de Vladimir est populaire auprès des habitants, dans un esprit de décommunisation.
La limite de vitesse est de 40 km/h sur l'axe.

## Bâtiments remarquables et lieux de mémoires
La rue Lénine étant la rue principale de Souzdal, qui la traverse du nord au sud, elle possède sur ses côtés de nombreux monuments, souvent classés aux objets patrimoniaux culturels de Russie. Ainsi, de nombreuses maisons en bois anciennes décorées se trouvent de chacun de ses côtés. Mais les monuments religieux restent les plus importants. 

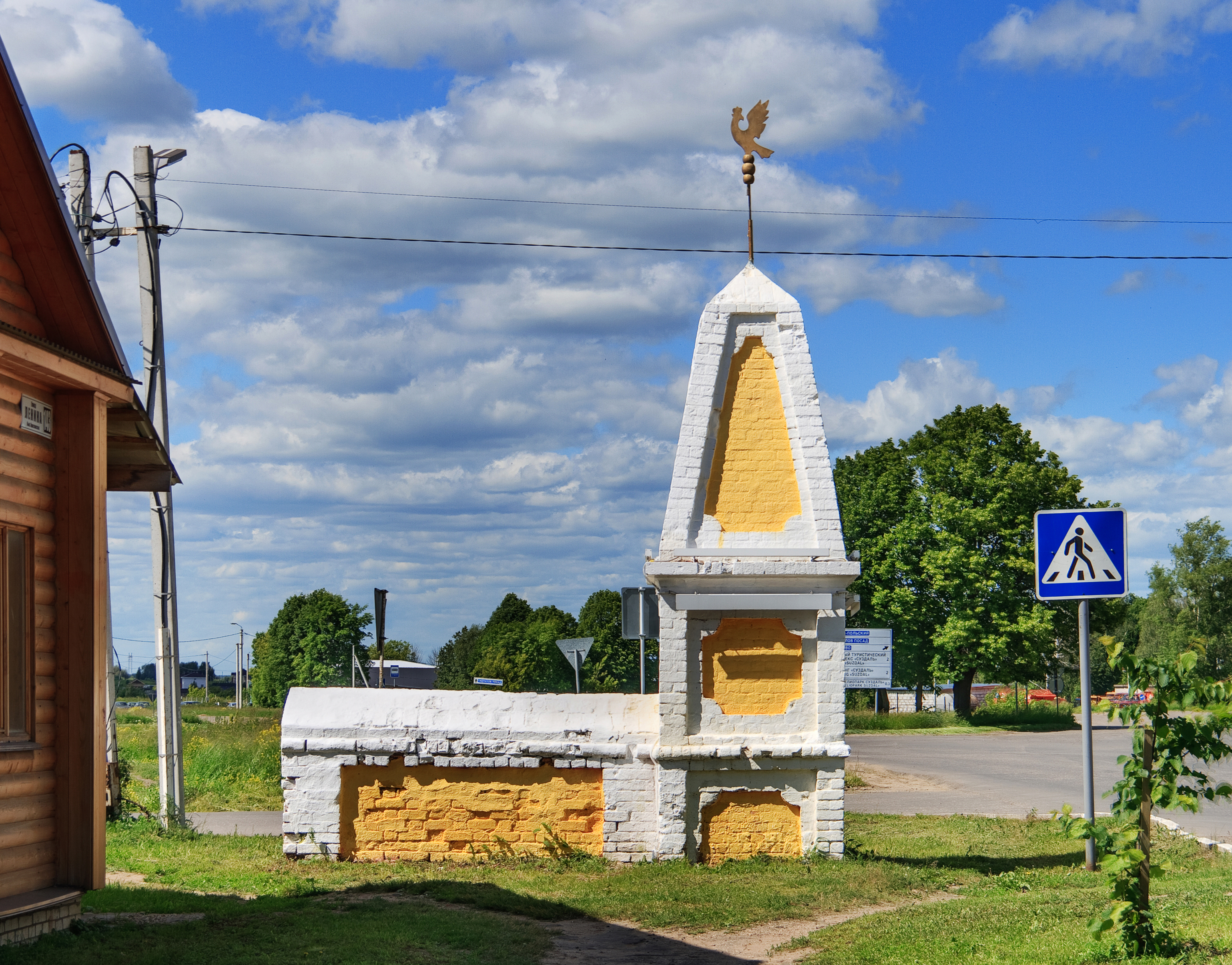
Monument à l'extrémité nord historique.

À ses deux extrémités historiques se trouvent des obélisques de pierre, des avant-postes, (à l'extrémité sud : 56° 24′ 25″ N, 40° 26′ 45″ E; à l'extrémité nord : 56° 26′ 09″ N, 40° 26′ 29″ E) de chaque côté de la voirie, qui sont classés au patrimoine culturel russe. Celui du nord est nommé avant-poste d'Ivanovo, celui du sud avant-poste de Vladimir.
Du nord au sud, la rue possède entre autres, :
- Le Monastère du Sauveur-Saint-Euthyme, partie du patrimoine mondial protégé par l'UNESCO depuis 1992. Le monastère, fondé au XIVe siècle compte différent monuments entre ses murs, dont la tour d'entrée et la cathédrale de la Transfiguration. Il est classé au patrimoine culturel fédéral depuis 1960 ;
- L'Église Saint-Siméon-le-Stylite (ru), construite en 1749. Il est classé au patrimoine culturel régional depuis 1996 ;
- L'Église de Smolensk, de la fin du XVIIe siècle et début du XVIIIe siècle, qui fut restaurée en 1960. Elle est classée au patrimoine culturel fédéral depuis 1960 ;
- La Maison de Moskvina (ru), seul monument d'architecture résidentielle en pierre à Souzdal aussi vieux, datant de la fin du XVIIe siècle et début du XVIIIe siècle. Elle est classée au patrimoine culturel fédéral depuis 1960 ;
- Le Monastère de la Déposition-de-la-Robe-de-la-Vierge, plus ancien monastère de Souzdal fondé en 1207 et l'un des plus anciens de Russie. Les parties les plus anciennes subsistantes, en pierre, datent du XVIe siècle. Il contient plusieurs édifices, dont la Cathédrale de la Déposition-de-la-Robe-de-la-Vierge, les Saintes-Portes aux deux clochers, le vénérable beffroi et l'église-réfectoire de la Présentation de Jésus au temple. Il est classé au patrimoine culturel fédéral depuis 1960 ;
- La place rouge en face du monastère de la Déposition avec l'hôtel de ville de Souzdal. Elle possède une statue de Lénine, érigée en 1941, mais dont l'actuelle a été inaugurée le 19 décembre 1978[10]. Le monument à Lénine est classé au patrimoine culturel régional depuis 1989[11];
- L'Église de la Résurrection de Lazare, plus ancien édifice de la ville toujours totalement debout, qui date de 1667. Elle est la première église à cinq coupoles de la ville, et est classée au patrimoine culturel fédéral depuis 1969 ;
- L'Église de la Sainte-Croix Saint-Nicolas (ru), construite en 1770. Elle a la particularité d'être asymétrique. Elle est classée au patrimoine culturel fédéral depuis 1960 ;Vue aérienne de la place Torgovaïa, de ses églises et des Galeries commerciales. Vue en direction du sud

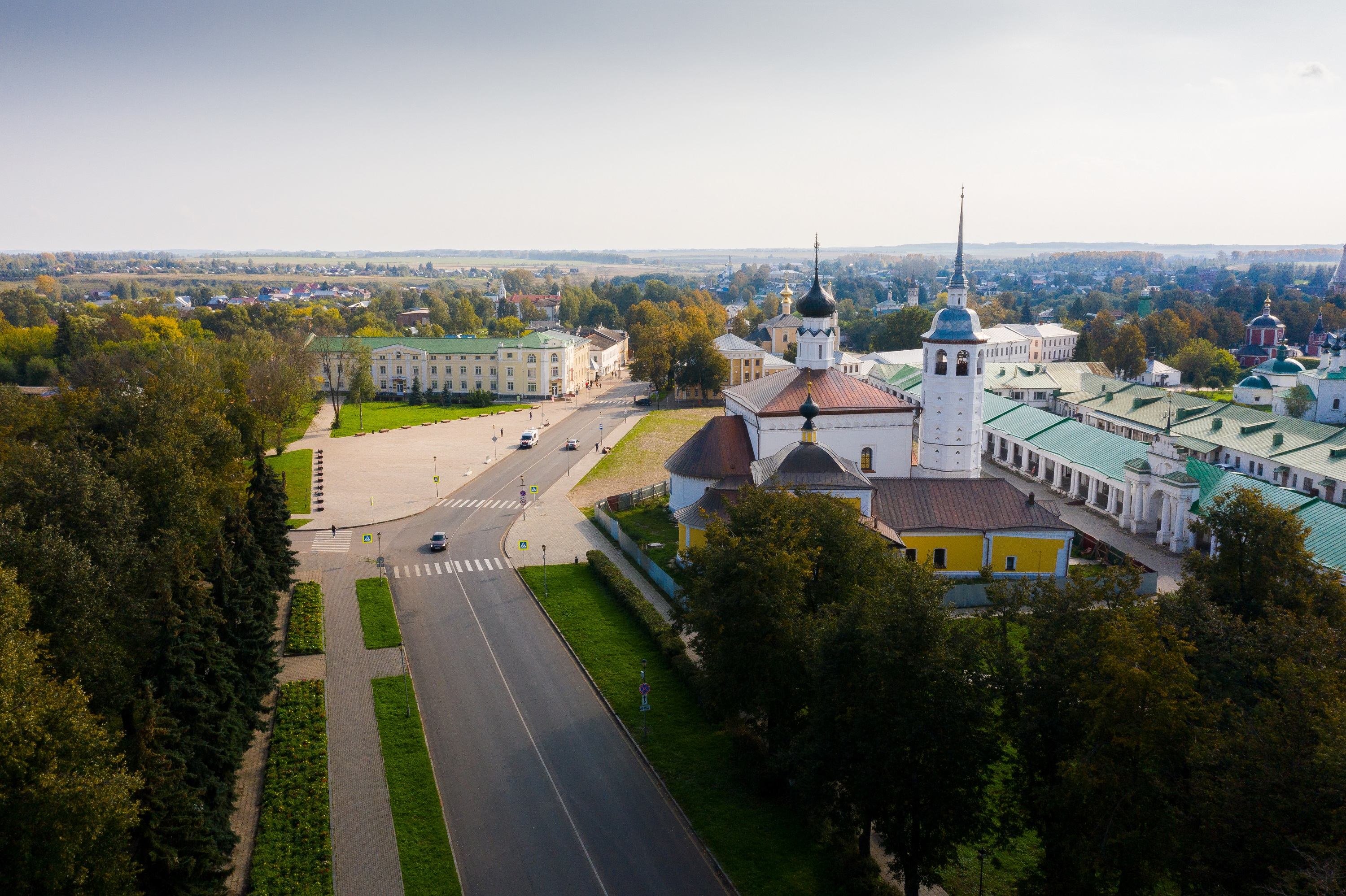
Vue aérienne de la place Torgovaïa, de ses églises et des Galeries commerciales. Vue en direction du sud

- La Place Torgovaïa (litt. « Place du Commerce »), avec des pavés du début du XIXe siècle ;
  - Les Galeries commerciales de Souzdal, construites entre 1806 et 1811 sous impulsion du gouvernement impérial russe. Premier bâtiment construit en style empire dans la ville, partiellement détruit en 1924, puis restaurée en 1970. Lors de ces restaurations, une nouvelle partie à l'ouest a été ajoutée. Elles sont classées au patrimoine culturel fédéral depuis 1960 ;
  - L'Église de la Résurrection, édifiée en 1720. Elle est classée au patrimoine culturel fédéral depuis 1960 ;
  - L'Église Notre-Dame-de-Kazan (ru), aussi appelée église de Kazan, construite en 1739. Restaurée entre 2019 et 2021[12], elle a été à nouveau sacralisée en 2022[13]. Elle est classée au patrimoine culturel fédéral depuis 1960 ;
  - Le Monument aux habitants de Souzdal morts pendant la Grande Guerre patriotique[14] avec une flamme éternelle. Il est classé au patrimoine culturel régional depuis 1995 ;

- L'Église de la Décapitation de Jean-Baptiste (ru), construite entre 1719 et 1720. Elle est classée au patrimoine culturel fédéral depuis 1960 ;
- Pont sur la Kamenka ;
- L'Église de la Déposition-de-la-Robe, construite en 1777[15]. Elle est classée au patrimoine culturel fédéral depuis 1960 (confirmée en 2016) ;

Monuments de la rue Lénine (sélection).
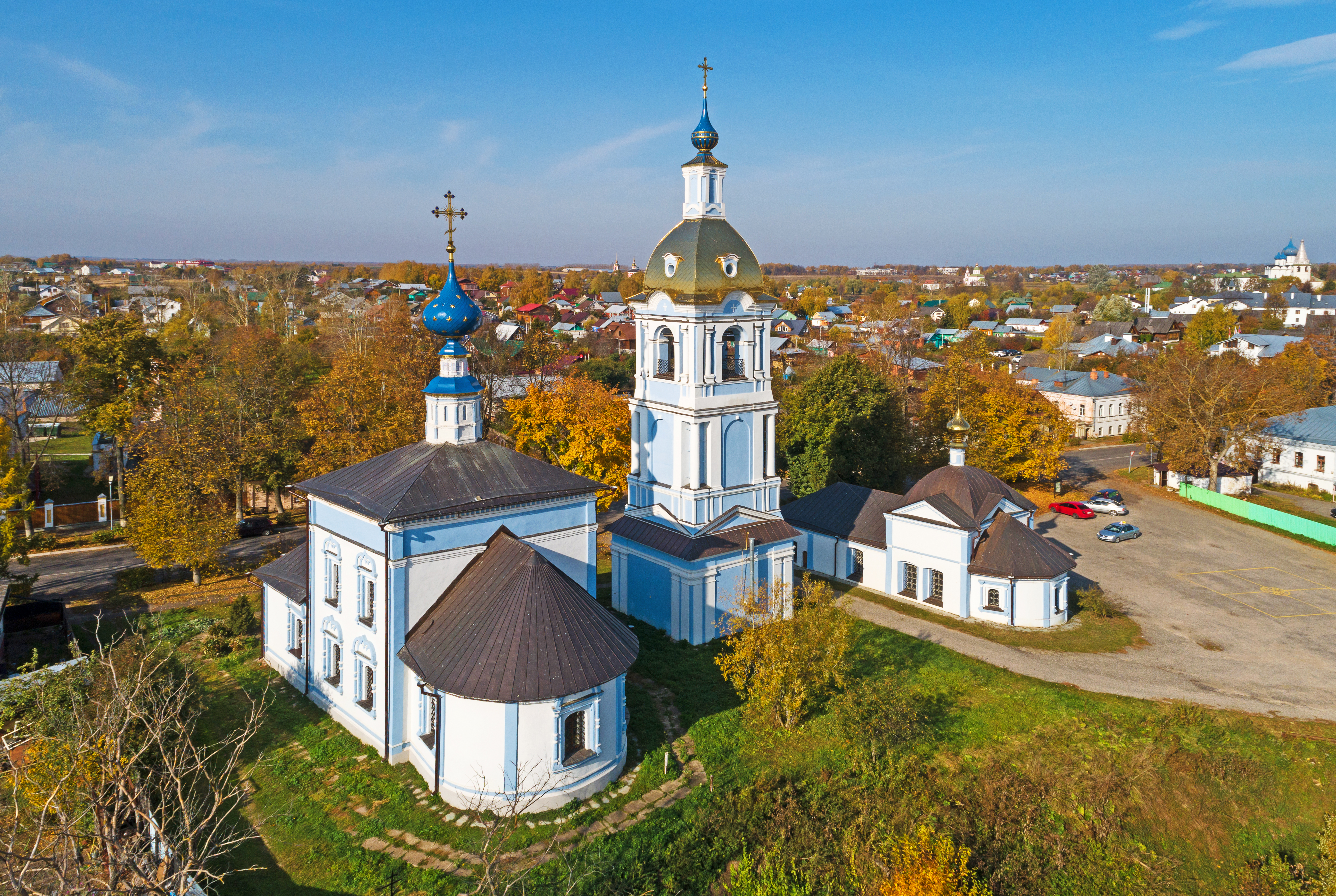
Église de la Déposition-de-la-Robe.
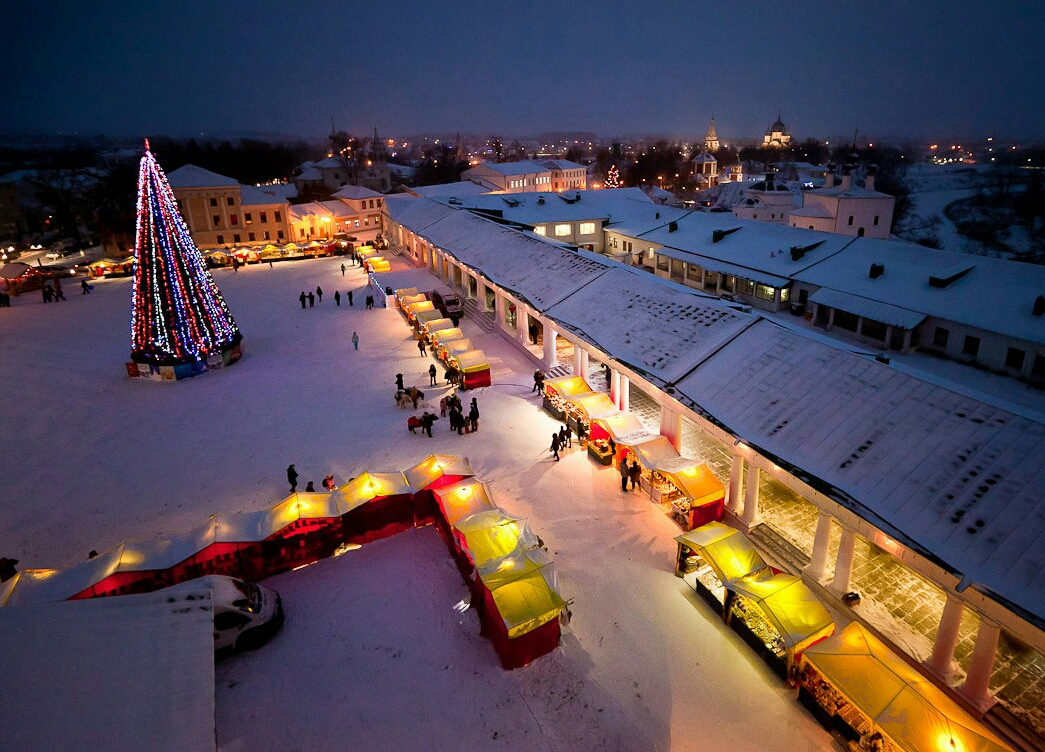
Place Torgovaïa et Galeries commerciales vers Noël en hiver.
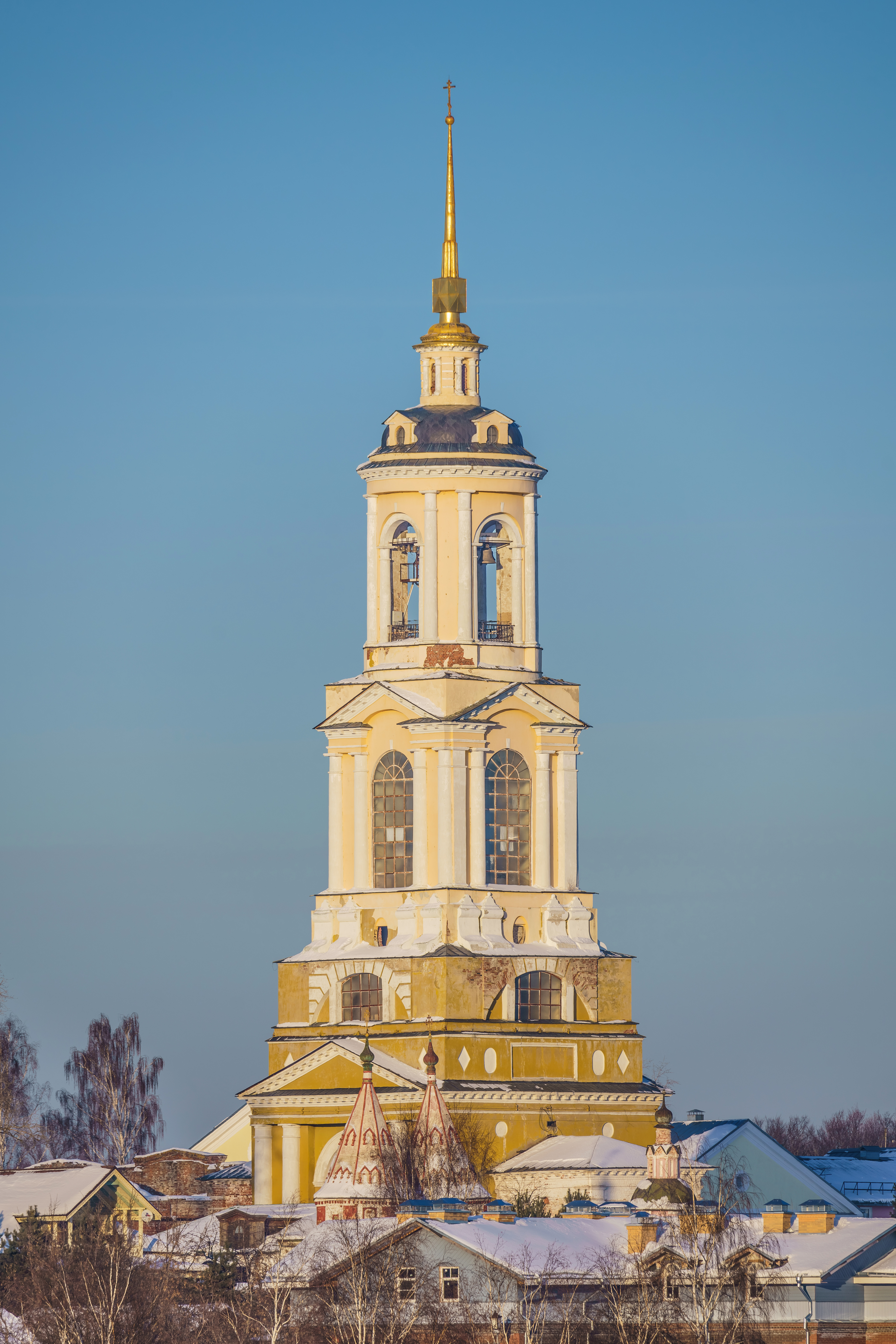
Clocher du monastère de la Déposition-de-la-Robe.
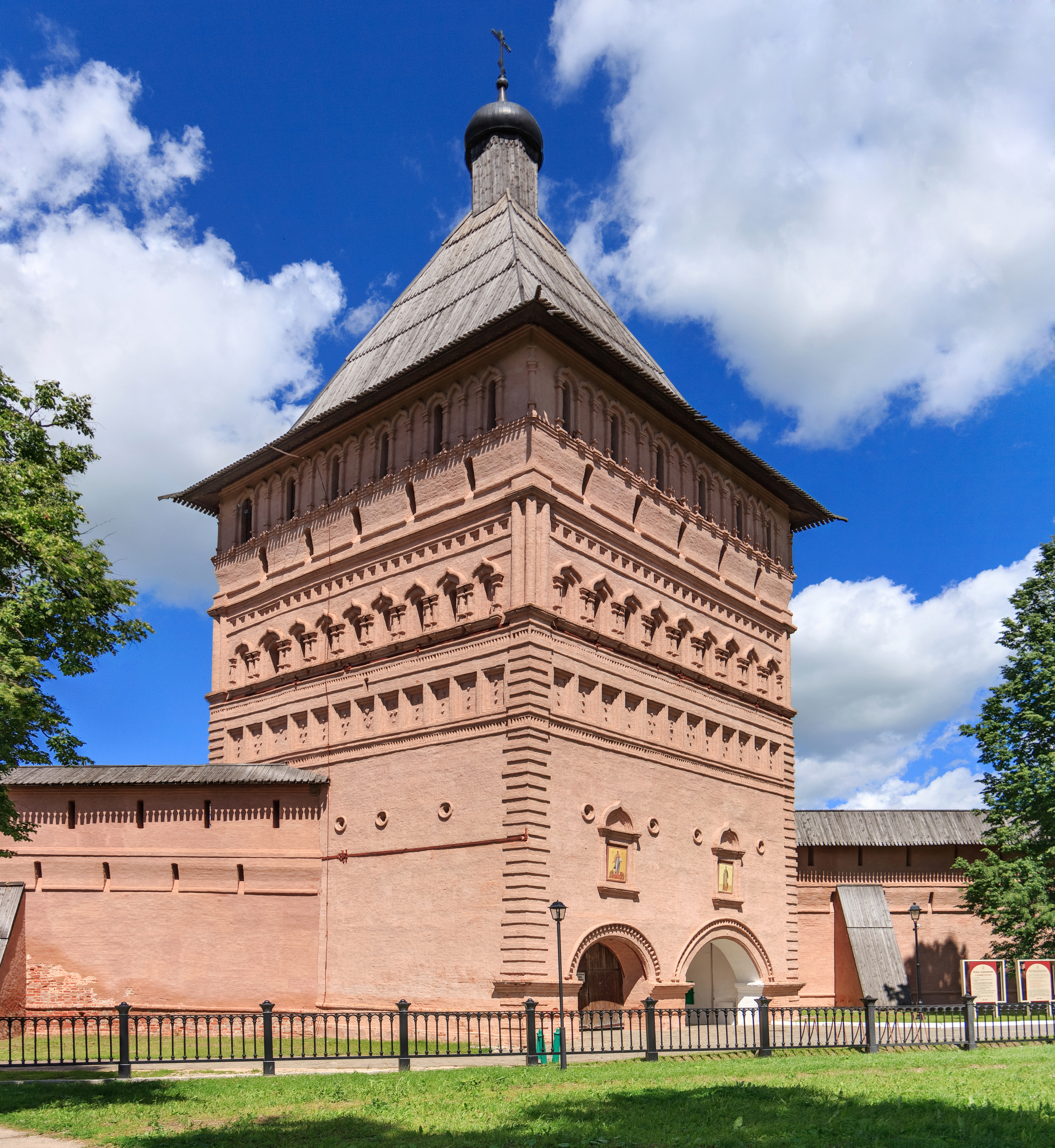
Tour d'entrée du monastère du Sauveur-Saint-Euthyme.